# Appapillai Amirthalingam
Appapillai Amirthalingam (tamoul : அப்பாப்பிள்ளை அமிர்தலிங்கம், 26 août 1927 - 13 juillet 1989) est un homme politique tamoul srilankais. 
Il est le leader historique de l'alliance tamoul Tamil United Liberation Front, avec laquelle il a été membre parlement srilankais et chef de l'opposition. Il sera assassiné par les Tigres tamouls.